# Can Prat Vell
Can Prat Vell és una masia de la Roca del Vallès (Vallès Oriental) protegida com a Bé Cultural d'Interès Local.

## Descripció
Edifici de planta rectangular de tres plantes i coberta a quatre aigües i torreta central que sobresurt una quarta planta. A la part posterior es va ampliar amb un nou cos de dues plantes que té una galeria porticada al centre. Manté el pati tancat amb edificis annexos. Al costat de l'entrada al pati hi ha una capella que és accessible des de l'exterior. Els murs són de paredat comú revestits amb un arrebossat llis.

## Història
L'any 1434 és establert el mas Prat pel senyor del castell de la Roca, Martí Benet de Torrellas. Al segle xv, hi figurava un Jaume Thomás, àlies Prat. A mig segle xviii ho adquireix en una venda pública, Miquel Soler. El 1893 en una venda judicial va passar a ser propietat d'Albert Pujol i Marcé que hi efectuà, l'any 1900, l'ampliació del cos posterior i la galeria. Al portal del pati que dona directament als camps hi ha una llinda amb l'escut i les sigles IHS al mig de la data 1547. Tanmateix però, aquesta data va ser corregida posteriorment i s'hi va posar la de 1767. Aquesta podria correspondre a obres de reforma i que es devia reutilitzar la llinda per aquesta obertura. La capella dedicada a Sant Miquel Arcàngel, va obtenir la llicència l'any 1749, per Francesc Soler, es va acabar de construir l'any 1763. Sembla que prop de can Prat hi havia l'església parroquial de Sant Andreu de Valldoriolf, que surt esmentada.